# Olof Wexionius
Olof Wexionius, född 1656 i Dorpat, Svenska Estland, död 1690, var en av Sveriges första barockpoeter och gav bland annat ut diktsamlingen Melancholie. 
Hans föräldrar var Olaus Olai Wexionius och Katarina Petraeus, dotter till Aescillus Petraeus och en ättling tillhörig Bureätten.